# KSM (Band)
KSM ist eine US-amerikanische Girlband aus Los Angeles, Kalifornien. Die Band besteht aus Shelby Cobra (Gesang), Katie Cecil (Rhythmus-Gitarre), Kate Cabebe (Schlagzeug) und Shae Padilla (Lead-Gitarre). 
Die Gruppe erreichte im Sommer 2009 durch ihre Coverversion des Liedes I Want You to Want Me von Cheap Trick Popularität. Das Lied wurde genutzt, um die neue Fernsehserie 10 Dinge, die ich an dir hasse auf ABC Family zu bewerben.

## Bandgeschichte
KSM entstand aus einer Zusammenarbeit der Walt Disney Company mit der Mädchenband The Go-Gos. The Go-Gos suchten nach einer Gruppe, die sie anleiten und zur neuen Pop-Band 2006 machen wollten. Es wurden dafür nach einem Casting vier Jugendliche ausgewählt. Es änderte sich jedoch dann das Genre von Pop auf Rock. Mit der Lead-Sängerin Shelby Cobra wurde im Februar 2008 die Band KSM gegründet. The Go-Gos standen nicht länger mit dem Projekt in Verbindung.
Am 22. September 2009 veröffentlichten KSM ihr Debütalbum Read Between the Lines, welches von Matthew Gerrard und Robbie Nevil geschrieben und produziert wurde. KSM steht bei Walt Disney Records, einem Teil der Disney Music Group, unter Vertrag. Sie waren Vorgruppe von verschiedenen Disney-Stars, wie Mitchel Musso, Demi Lovato, und den Jonas Brothers, aber auch von anderen Bands wie Paramore und David Archuleta.
Read Between the Lines, die erste Single und Titellied des Albums, wurde bei iTunes Single der Woche. Der Billboard Album Review verglich KSM als eine jugendfreie Version der Go-Gos, mit demselben „unverwechselbar individuellen Look, feurigen Bühnenauftritten und Monster Riffs“. Man bezeichnete die Band als Avril Lavignes „nächste Verwandte“ mit noch mehr Punk-Energie und meinte, dass der Rock von KSM stärker und wirklicher als der von Miley Cyrus sei. Andere Reviews waren nicht so positiv, so wurde der Sound der Band mit der von No Doubt verglichen und die Stimme der Lead-Sängerin Cobra als „eingeschränkt“ und die „schlimmste quietschend Seite von Gwen Stefani“ bezeichnet.
Am 20. April 2010 wurde bekanntgegeben, dass die Bassistin Sophia Melon die Gruppe verlässt, um zu studieren.

## Diskografie

### Alben
- Read Between the Lines (2009)

### Soundtracks
- Magic Carpet Ride für Die Zauberer vom Waverly Place
- Good Enough für DisneyMania 7
- Distracted für Radio Disney Vol. 11